# Shinobi no kuni
Pour plus de détails, voir Fiche technique et Distribution.
Shinobi no kuni (忍びの国, « Le pays des shinobis ») est un film japonais réalisé par Yoshihiro Nakamura, sorti le 1er juillet 2017.
Il totalise 18 000 000 $ au box-office japonais de 2017. Il s'agit d'une adaptation du roman éponyme de Ryō Wada. Se déroulant durant l'époque Azuchi Momoyama, le film se concentre sur les événements de la guerre Iga de Tenshō qui voit plusieurs clans de ninjas résister aux attaques d'Oda Nobunaga.

## Synopsis
Le seigneur de guerre Oda Nobunaga vainc rapidement ses ennemis dans sa quête de pacifier et d'unifier le pays sous son autorité. Il existe cependant une région que lui-même craint : la province d'Iga où vivent les ninja de l'école Iga-ryū, connus pour posséder des armes de guerre extraordinaires, ne pas penser comme des humains et assassiner pour de l'argent. L'un de ses ninjas, Mumon, reconnu comme un assassin exceptionnel et qui n'a pas d'égal au combat, a gagné le surnom de « ninja le plus fort d'Iga ». Il est cependant également paresseux et cherche seulement à gagner de l'argent pour plaire à sa femme, Okuni. Dans le même temps, un ninja nommé Heibee Shimoyama devient désabusé par la manière de vivre de son peuple.
Un jour, Mumon tue un ninja d'une famille différente pour une récompense, ignorant que ses actions vont finalement conduire à une bataille mortelle entre l'armée de Nobunaga et les ninjas de la province d'Iga,.

## Distribution
- Satoshi Ōno : Mumon
- Satomi Ishihara : Okuni
- Ryōhei Suzuki : Heibee Shimoyama
- Yūsuke Iseya : Daizen Heki
- Yuri Chinen (en) : Nobukatsu Oda

## Production
Le film est annoncé le 31 mai 2016. Le tournage commence en juillet 2016 et se termine en octobre 2016. Le réalisateur Nakamura déclare que l'acteur principal Ōno est un excellent choix pour le rôle de Mumon, qui a une façon de penser peu conventionnelle. Les deux ont déjà travaillé ensemble sur l'adaptation cinématographique de  Kaibutsu-kun, le film en 2011.
En préparation de son rôle de Mumon, Ōno commence une formation intensive au maniement de l'épée, en particulier dans les techniques de lutte à deux mains. Suzuki, qui joue Heibee Shimoyama, suit également une formation rigoureuse pour se préparer à son rôle de ninja vétéran,,.

## Sortie
La première de Shinobi no kuni a lieu au Japon le 31 mai 2017 en présence du réalisateur Nakamura et des acteurs principaux. Il sort au cinéma au Japon le 1er juillet 2017.
Le film est également projeté au 20e Festival international du film de Shanghai, qui a lieu du 17 au 26 juin, pendant la Semaine du film d'action de Jackie Chan. De plus, le film est projeté en Amérique du Nord au Festival du film japonais de Toronto le 28 juin 2017, ainsi qu'au festival Japan Cuts (en) à New York le 13 juillet 2017. Le réalisateur Nakamura est présent lors de ces deux projections pour présenter le film et répondre aux questions du public,. Le film est également projeté au Québec au festival FanTasia le 30 juillet 2017.

## Réception
Le film fonctionne bien lors de son premier week-end, totalisant 404 452 spectateurs à l'échelle nationale et générant 4 286 405 $ de recettes. Au moment de sa sortie, il s'agit du premier week-end le plus réussi de l'année pour un film d'action japonais.